# Michele Caruso
Michele Caruso, dit Colonnello Caruso (« Colonel Caruso ») né à Torremaggiore le 30 juillet 1837 et mort à Bénévent le 22 décembre 1863) est un  brigand italien, actif dans les provinces de Foggia, Campobasso et Bénévent après l'unification italienne.
Salarié agricole, il se trouve impliqué dans la grande crise qui découle de l'effondrement de la dynastie des Bourbons à la suite de l'entreprise de Garibaldi et de l'annexion du royaume des Deux-Siciles dans le nouvel État italien, avec les bouleversements politiques, économiques et sociaux qui ont généré, entre autres, le « brigandage ».

## Biographie
Le royaume de Naples est envahi par ceux qui veulent unir l'Italie sous un seul drapeau, et les Bourbons agrègent dans leur armée les « seigneurs de guerre des bois » du Sud composées de personnages recherchées pour des crimes divers et  qui ont reçu le grade d'officier, transformant ainsi leurs bandes en brigades. Michele Caruso en fait partie. Cet éleveur et vendeur de chevaux connaissait les forêts entre le Molise, les Pouilles et la Campanie.
Les officiers Bourbons, lui donnent malgré ses 23 ans le grade de colonel et la possibilité de constituer une petite armée, se déplaçant  dans les Apennins, avec un groupe de « collègues  » et établissant des relations avec des brigands comme Carmine Crocco et Giuseppe Schiavone.